# Himantura oxyrhyncha
Himantura oxyrhyncha е вид хрущялна риба от семейство Dasyatidae. Видът е застрашен от изчезване.

## Разпространение
Разпространен е в Индонезия, Камбоджа и Тайланд.